# صخر أساس

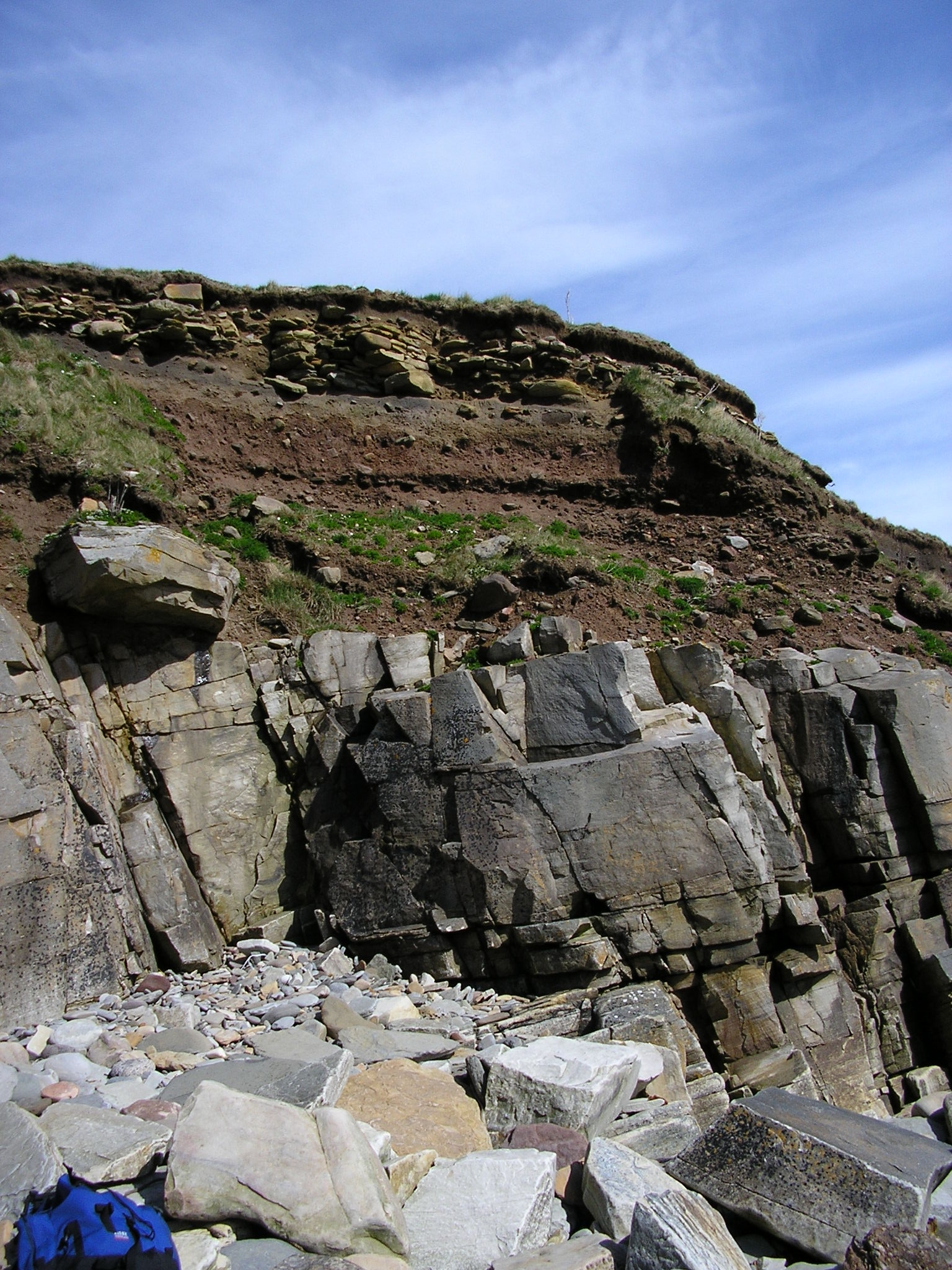
تربة مع شظايا صخور مكسورة تغطي قاعدة صخرية.

في الجيولوجيا، صخر الأديم أو صخر الأساس أو القاعدة الصخرية (بالإنجليزية: Bedrock)‏، هي صخور صلبة وقاسية نسبياً، ترتكز عليها عادة صخور أقل صلابة ورواسب، أو تربة؛ مجموعة فرعية من مكونات الطبقة الأساس. وقد يقع صخر الأساس على بعد مئات الأمتار تحت سطح الأرض.
يمكن أن يتعرض الأساس أيضًا لظواهر جوفية تحت السطح عند الحد الأعلى لها، مما يؤدي إلى تشكل السابروليت.

## التعريف
حجر الأساس هو الصخور الصلبة التي تقوم عليها مادة سطح أكثر مرونة. غالبًا ما يُطلق على الجزء المكشوف من حجر الأساس اسم نتوء. تُعرف الأنواع المختلفة من المواد الصخرية المكسورة والمتأثرة بالعوامل الجوية ، مثل التربة وباطن التربة ، والتي قد تغطي طبقة الأساس الصخرية باسم الثرى.

## الجيولوجيا الهندسية
يُعرف سطح الأساس الصخري تحت غطاء التربة (الثرى) أيضًا بالرأس الصخري في الجيولوجيا الهندسية ، ويعد تحديده عن طريق الحفر أو الطرق الجيوفيزيائية مهمة مهمة في معظم مشاريع الهندسة المدنية. يمكن أن تكون الرواسب السطحية (المعروفة أيضًا باسم الانجراف) شديدة السُمك ، بحيث يقع حجر الأساس على عمق مئات الأمتار تحت السطح.

## تجوية حجر الأساس
يتعرض صخر الأساس المكشوف للعوامل الجوية ، والتي قد تكون فيزيائية أو كيميائية ، والتي تغير هيكل الصخر لجعله عرضة للتآكل. قد يتعرض حجر الأساس أيضًا للعوامل الجوية تحت السطحية عند حدوده العليا ، مكونًا السابروليت.

## خريطة جيولوجية
ستُظهر الخريطة الجيولوجية للمنطقة عادةً توزيع أنواع الصخور الأساسية المختلفة ، والصخور التي قد تتعرض على السطح إذا تمت إزالة جميع التربة أو الرواسب السطحية الأخرى. عندما تكون الرواسب السطحية سميكة للغاية بحيث لا يمكن تعيين حجر الأساس بشكل موثوق ، فسيتم تعيين الرواسب السطحية بدلاً من ذلك على سبيل المثال ، مثل الطمي.